# Ludwigspark Stadion
O Ludwigspark Stadion é um estádio localizado na cidade de Saarbrücken, no estado do Sarre, na Alemanha.
Inaugurado em Janeiro de 1953, tem capacidade para 35.303 torcedores e é utilizado pelo clube de futebol 1. FC Saarbrücken.